# Alexander Batthyány
Alexander Batthyány (* 26. April 1971) ist ein österreichischer Philosoph, Kognitionswissenschaftler und Psychotherapieforscher aus der Familie Batthyány.

## Leben
Alexander Batthyány machte 1990 sein Abitur am Jesuiteninternat Kolleg St. Blasien. Er erwarb den Magister-Grad im Januar 1999 in Philosophie (der Psychologie) an der Universität Wien, die Promotion folgte im April 2001 in Wissenschaftstheorie/Psychologie an der Universität Wien. Im Dezember 2011 wurde er in Ideengeschichte (Philosophie der Psychologie) an der Katholischen Péter-Pázmány-Universität habilitiert. Batthyány hat bei Elisabeth Lukas die dreijährige Psychotherapieausbildung für Logotherapie und Existenzanalyse (sinnorientierte Psychotherapie nach Viktor E. Frankl) absolviert.
2013 wurde er als Lehrstuhlinhaber und Professor an den Viktor Frankl Lehrstuhl der Internationalen Akademie für Philosophie im Fürstentum Liechtenstein berufen, wo er bis 2020 tätig war. Des Weiteren übernahm er ab 2014 eine Gastprofessur für existentielle Psychotherapie am Institut für Psychoanalyse in Moskau. Dort leitet Batthyány gemeinsam mit Svetlana Shtukareva das Ausbildungsprogramm für Logotherapie und Existenzanalyse. Batthyány ist Mitglied im PTB-Konsortium (Philosophisch-theologisch-biologisches Seminar) an der Fakultät für Lebenswissenschaften der Universität Wien. Er ist Senior Research Scholar am Projekt History of Care an der Georgetown University in Washington, D.C.
Seit 2020 leitet er als Direktor das Viktor-Frankl-Forschungsinstitut an der Katholischen Péter-Pázmány-Universität in Budapest.
Batthyány gehört dem Vorstand des Viktor Frankl Instituts in Wien an. Er ist Mitherausgeber der auf 14 Bände angelegten Edition der Gesammelten Werke von Viktor E. Frankl und Begründer des seit 2012 alle zwei Jahre stattfindenden Weltkongresses für Logotherapie und Existenzanalyse (Wien und Moskau). Er war Mitglied des Kuratoriums des Viktor-Frankl-Fonds zur Förderung einer humanistischen sinnorientierten Psychotherapie der Stadt Wien, der bis 2019 jährlich den Viktor-Frankl-Preis der Stadt Wien vergab.
Batthyány ist verheiratet und hat zwei Töchter. Er lebt in Wien.

## Forschungsschwerpunkte
Batthyánys Forschungsinteressen sind u. a. existentialistische Schulen der Psychotherapie und Psychiatrie (mit Schwerpunkt Logotherapie und Existenzanalyse); Theorie- und Ideengeschichte der Psychologie und evidenzbasierte Psychotherapieforschung. Weiterer Schwerpunkt ist der Themenbereich Tod und Sterben, insbesondere die Psychologie des Sterbeerlebens und terminale Geistesklarheit.

## Ehrungen
- Presidential Award des Amerikanischen Viktor Frankl Instituts für Logotherapy, Dallas, Texas (2013)
- Ehrenmitglied der Japanischen Gesellschaft für Existential Therapy, Tokio (2014)
- Ehrenprofessor des Instituts für Psychoanalyse in Moskau (2015)
- Ehrenmitglied des Staatlichen Psychologischen Instituts der Russischen Akademie in Moskau (2015)
- Ehrenmitglied der Asociacion Viktor E. Frankl, Valencia (2016)
- Ehrenmitglied der Associazione di Logoterapia e Analisi Esistenziale Frankliana, Piacenza (2021)

## Schriften (Auswahl)
- 2001: Mentale und neuronale Verursachung. Quantentheoretische und nanoneurologische Beiträge zu einem philosophischen Problem. (Quantentrigger und Orch OR). Berlin, ISBN 3-932089-71-5.
- 2008:  Mythos Frankl? Geschichte der Logotherapie und Existenzanalyse 1925–1945. Entgegnung auf Timothy Pytell. Berlin, ISBN 3-8258-1032-1.
- 2016: Gehirn und Handlung. Anmerkungen zum Bereitschaftspotential. Heidelberg, ISBN 3-8253-6617-0.
- 2017: Die Überwindung der Gleichgültigkeit. Sinnfindung in einer Zeit des Wandels. München, ISBN 3-466-37197-X.
- 2018: Foundations of Near-Death Research: A Conceptual and Phenomenological Map. Durham, NC, ISBN 978-0-9975608-4-8.
- 2019: Zur Psychologie einer Grundangst. Abwehrende und existentielle Zugänge zum eigenen Tod. Freiburg, ISBN 978-3-495-49063-1.
- 2021: Viktor Frankl and the Shoah. Advancing the Debate. New York, ISBN 978-3-030-83063-2.
- 2023: Threshold: Terminal Lucidty and the Border of Life and Death. New York, ISBN 978-1250782281 (auch als Hörbuch erschienen).
- 2024: Das Licht der letzten Tage: Das Phänomen der Geistesklarheit am Ende des Lebens. München, ISBN 978-3426446416

Als Koautor
- 2006, mit David Guttmann: Empirical Research in Logotherapy and Meaning-Oriented Psychotherapy. Phoenix, Arizona, ISBN 978-1-932462-33-3.
- 2016, mit Svetlana Shtukareva: Logotherapy and Existential Analysis. Theory and Casuistics. Moskau, ISBN 978-5-91896-095-0 (russisch).
- 2020, mit Elisabeth Lukas: Logotherapie und Existenzanalyse heute. Eine Standortbestimmung. Innsbruck, ISBN 978-3-7022-3893-3.
- 2021, mit Bruce Greyson: Spontaneous remission of dementia before death: Results from a study on paradoxical lucidity. In: Psychology of Consciousness: Theory, Research, and Practice, 8(1), S. 1–8 (Abstract).
- 2022, mit Svetlana Shtukareva und Alexander Vesely: Was sich in meinen Intentionen spiegelt. Festschrift für Elisabeth Lukas. Lüneburg, ISBN 978-3-945216-47-7.
- 2023, mit Elisabeth Lukas: Die Welt ist nicht heil, aber heilbar. Innsbruck, ISBN 978-3-7022-4135-3.
- 2024, mit Anna Kalender: Rückkehr zum Psychologismus? Zur Aktualität von Viktor Frankls Kritik an Alfried Längle. Würzburg, ISBN 978-3826086212.

Als Herausgeber
- 2003: Bewusstsein. Subjektives Erleben, neuronale Grundlagen. Kassel University Press, Kassel.
- 2016: Logotherapy and Existential Analysis. Proceedings of the Viktor Frankl Institute Vienna, Vol. 1. Springer, New York 2016, ISBN 978-3-319-29423-0.
- 2018: Primary Sources on the Kiddle Incident: Letters and Articles 1880 - 1891. Berlin, ISBN 978-3737565974

Als Mitherausgeber
- 2006, mit Avshalom Elitzur: Mind and Its Place in the World. Non-Reductionist Approaches to the Ontology of Consciousness. Ontos, Heusenstamm, ISBN 978-3-11-032505-8.
- 2006, mit Otmar Wiesmeyr: Sinn und Person. Beiträge zur Logotherapie und Existenzanalyse von Viktor E. Frankl. Beltz, Weinheim 2006, ISBN 978-3-407-22179-7.
- 2008, mit Markus Peschl: Geist als Ursache? Mentale Verursachung im interdisziplinären Diskurs. Königshausen und Neumann, Würzburg 2008, ISBN 978-3-8260-3806-8.
- 2009, mit Jay Levinson: Existential Psychotherapy of Meaning: A Handbook of Logotherapy and Existential Analysis. Phoenix, Arizona, ISBN 978-1-934442-15-9.
- 2009, mit Avshalom Elitzur: Irreducibly Conscious. Selected Papers on Consciousness. Winter, Heidelberg, ISBN 978-3-8253-5234-9.
- 2014, mit Pninit Russo-Netzer: Meaning in Positive and Existential Psychology. Springer, New York, ISBN 978-1-4939-0307-8
- 2016, mit Pninit Russo-Netzer und Stefan Schulenberg: Clinical Perspectives on Meaning: Positive and Existential Psychotherapy. Springer, New York, ISBN 978-3-319-92887-6.

## Belege
1. ↑  Univ.-Prof. Alexander Batthyany auf der Website der Universität Wien.
2. ↑  History of Care: Senior Research Scholars care.georgetown.edu
3. ↑  Viktor Frankl Institut: Team viktorfrankl.org

| Personendaten    | Personendaten              |
| ---------------- | -------------------------- |
| NAME             | Batthyány, Alexander       |
| KURZBESCHREIBUNG | österreichischer Philosoph |
| GEBURTSDATUM     | 26. April 1971             |